# Eleonora d'Angiò
Eleonora d'Angiò, o Eleonora di Sicilia (Napoli, agosto 1289 – Nicolosi, 9 agosto 1341 o 1343), principessa angioina del regno di Napoli, fu regina consorte del Regno di Sicilia dal 1302 al 1337.

## Origine
Era la decima figlia del re di Napoli e conte d'Angiò e del Maine, conte di Provenza e Forcalquier, principe di Taranto, re d'Albania, principe d'Acaia e re titolare di Gerusalemme, Carlo II e di Maria Arpad d'Ungheria, figlia terzogenita di Stefano V d'Ungheria e di sua moglie, la regina Elisabetta dei Cumani. Era anche sorella, fra gli altri, di Roberto Duca di Calabria e del minorita San Ludovico da Tolosa.

## Biografia
Eleonora, nel 1299, a circa dieci anni di età, fu fatta sposare con Filippo di Toucy (ca.1280-dopo il 1300), futuro Principe titolare di Antiochia (ereditato dalla madre, Lucia di Tripoli) e futuro Signore di Laterza (ereditato dal padre, Narjot de Toucy). Il matrimonio fu poi annullato dalla bolla di papa Bonifacio VIII, il 17 gennaio 1300, per la troppo giovane età degli sposi.
Nell'estate del 1302, dopo che Carlo di Valois, comandante delle truppe angioine del regno di Napoli aveva cercato, inutilmente, di conquistare con le armi la Sicilia, lo stesso Carlo di Valois, il re di Napoli Carlo II e papa Bonifacio VIII proposero al re di Sicilia Federico III di Aragona di sposare Eleonora. Fu trovato un compromesso che prevedeva che Federico III mantenesse il potere sulla Sicilia col titolo di re di Trinacria (quello di Sicilia spettava solo al re di Napoli) fino alla morte, dopo la quale l'isola sarebbe dovuta passare nuovamente agli Angiò. Questo compromesso, che avrebbe dovuto portare alla conclusione della guerra del Vespro, fu raggiunto con la pace di Caltabellotta (31 agosto del 1302). Il trattato, modificato dal Papa il 12 maggio 1303, confermò a Federico III il mantenimento del potere sulla Sicilia, portatagli in dote dalla moglie Eleonora, col titolo di re di Trinacria sino alla morte.
Nel maggio 1303, venne celebrato, a Messina, il matrimonio tra Eleonora e Federico III, terzogenito di Pietro III e di Costanza di Hohenstaufen, figlia del re di Sicilia Manfredi (figlio illegittimo dell'imperatore Federico II di Svevia) e di Beatrice di Savoia (1223-1259). Secondo i continuatori del Chronicon di Guillaume de Nangis, il matrimonio era già stato celebrato, nel 1302 (secondo Genealogy fu celebrato il 17 maggio 1302).
Federico III d'Aragona assegnò alla consorte Eleonora la cosiddetta Camera Reginale. La Camera reginale costituì una vera e propria dote gestita da un governatore e a disposizione della regina formata dai territori delle città di Paternò, Siracusa, Lentini, Avola, Mineo, Vizzini, Castiglione, Francavilla e l'isola di Pantelleria. Tale Camera reginale perdurò fino al 1537.
Nel 1329 per ringraziare la Madonna dallo scampato pericolo dovuto ad un'eruzione dell'Etna fece costruire a Catania una grande chiesa dedicata a San Francesco all'Immacolata.
Dopo la morte del Re Federico III di Aragona, la regina Eleonora d'Angiò si trasferì a Messina accompagnata dal suo familiare, Cavaliere milites Antonino Natoli che gli conferì sconfinati feudi si ritirò entro i territori della propria camera reginale preferendo in special modo i pressi di Belpasso, ai piedi dell'Etna dove ancora oggi esiste la Cisterna della Regina, che la tradizione vuole sia stata fatta edificare proprio da lei. Spirò nel convento di San Nicola l'Arena nei pressi di Nicolosi (CT). Successivamente la salma fu traslata a Catania nella chiesa di San Francesco dove si trova una lapide che la ricorda.

## Figli

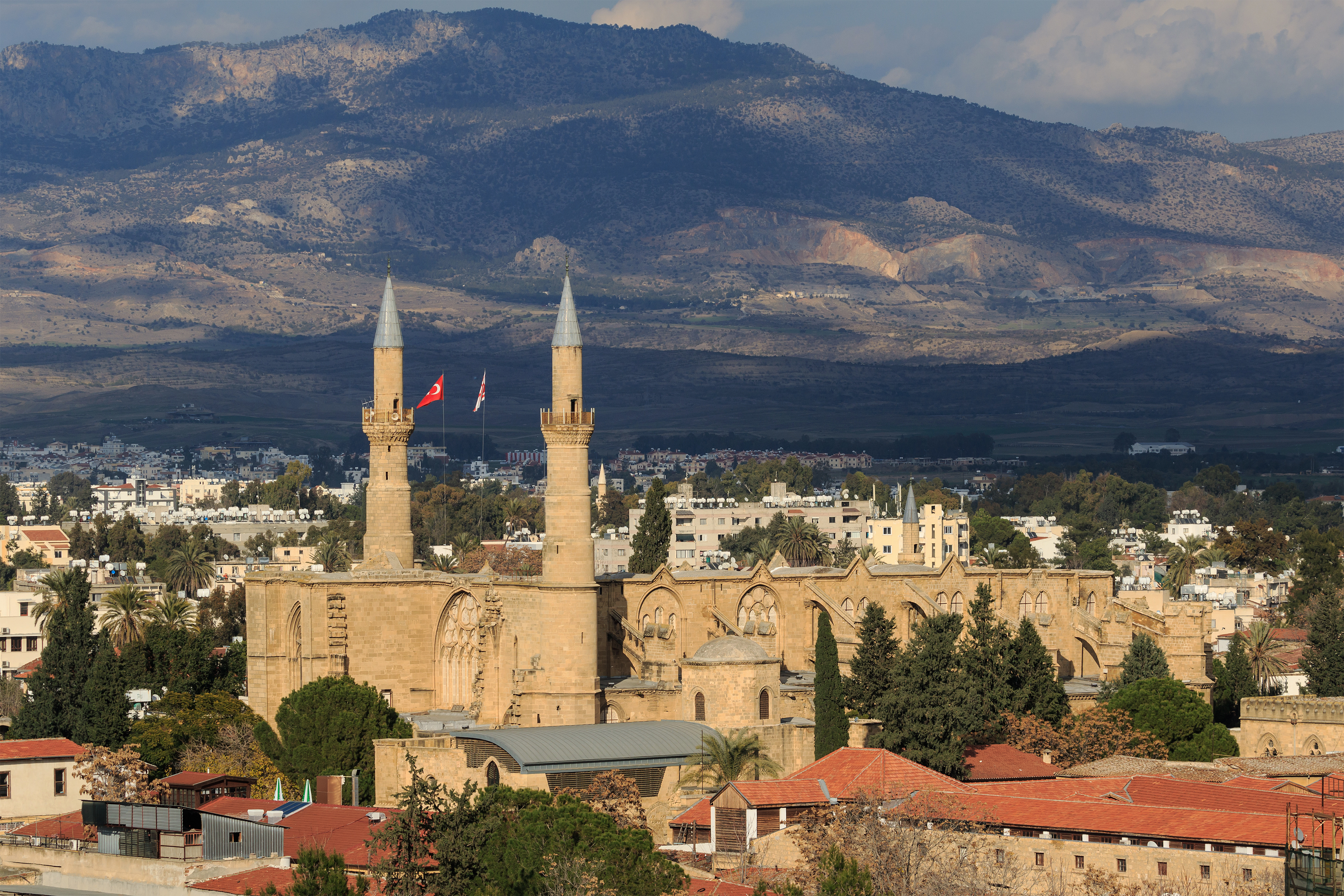
Santa Sofia (dal XVI secolo moschea Selimiye) a Nicosia, Cipro.

Eleonora a Federico III diede nove figli:
- Pietro (1304-1342), erede e re di Trinacria;
- Ruggero (1305-?), morto giovane;
- Costanza (1305-dopo il 19 giugno 1344 a Cipro), sposò Enrico II di Cipro (1270-1324), in seguito, in seconde nozze, il 29 dicembre 1331, sposò Leone V d'Armenia (1310-1341), e infine, nel 1343, sposò Giovanni di Lusignano (1329/1330-1375);
- Manfredi (1306-1317), duca di Atene;
- Isabella (1310-1349), sposata dal 1328 con il duca Stefano II di Baviera
- Guglielmo (n.1312-1338), principe di Taranto, duca di Atene e di Neopatria;
- Giovanni d'Aragona (1317-1348), duca di Atene e di Neopatria, reggente di Sicilia (1338-1348);
- Caterina (1320-1342), badessa nel convento di Santa Chiara a Messina;
- Margherita (1331-1377), sposata nel 1348 con Rodolfo II di Baviera.

## Ascendenza
|                       |                    |                                    | Genitori                  |  |  | Nonni |  |  | Bisnonni              |  |  | Trisnonni             |  |
|                       |                    |                                    |                           |  |  |       |  |  | Luigi VIII di Francia |  |  | Filippo II di Francia |  |
|                       |                    |                                    |                           |  |  |       |  |  | Luigi VIII di Francia |  |  | Filippo II di Francia |  |
|                       |                    | Isabella di Hainaut                |                           |  |  |       |  |  | Luigi VIII di Francia |  |  |                       |  |
| Carlo I d'Angiò       |                    |                                    |                           |  |  |       |  |  | Luigi VIII di Francia |  |  |                       |  |
|                       |                    | Bianca di Castiglia                | Alfonso VIII di Castiglia |  |  |       |  |  |                       |  |  |                       |  |
|                       |                    | Bianca di Castiglia                | Alfonso VIII di Castiglia |  |  |       |  |  |                       |  |  |                       |  |
|                       |                    | Bianca di Castiglia                | Eleonora d'Inghilterra    |  |  |       |  |  |                       |  |  |                       |  |
| Carlo II d'Angiò      |                    | Bianca di Castiglia                |                           |  |  |       |  |  |                       |  |  |                       |  |
|                       |                    | Raimondo Berengario IV di Provenza | Alfonso II di Provenza    |  |  |       |  |  |                       |  |  |                       |  |
|                       |                    | Raimondo Berengario IV di Provenza | Alfonso II di Provenza    |  |  |       |  |  |                       |  |  |                       |  |
|                       |                    | Raimondo Berengario IV di Provenza | Garsenda di Provenza      |  |  |       |  |  |                       |  |  |                       |  |
| Beatrice di Provenza  |                    | Raimondo Berengario IV di Provenza |                           |  |  |       |  |  |                       |  |  |                       |  |
|                       |                    | Beatrice di Savoia                 | Tommaso I di Savoia       |  |  |       |  |  |                       |  |  |                       |  |
|                       |                    | Beatrice di Savoia                 | Tommaso I di Savoia       |  |  |       |  |  |                       |  |  |                       |  |
|                       |                    | Beatrice di Savoia                 | Margherita di Ginevra     |  |  |       |  |  |                       |  |  |                       |  |
| Eleonora d'Angiò      |                    | Beatrice di Savoia                 |                           |  |  |       |  |  |                       |  |  |                       |  |
|                       | Béla IV d'Ungheria | Andrea II d'Ungheria               |                           |  |  |       |  |  |                       |  |  |                       |  |
|                       | Béla IV d'Ungheria | Andrea II d'Ungheria               |                           |  |  |       |  |  |                       |  |  |                       |  |
|                       | Béla IV d'Ungheria | Gertrude di Merania                |                           |  |  |       |  |  |                       |  |  |                       |  |
| Stefano V d'Ungheria  | Béla IV d'Ungheria |                                    |                           |  |  |       |  |  |                       |  |  |                       |  |
|                       |                    | Maria Lascaris di Nicea            | Teodoro I Lascaris        |  |  |       |  |  |                       |  |  |                       |  |
|                       |                    | Maria Lascaris di Nicea            | Teodoro I Lascaris        |  |  |       |  |  |                       |  |  |                       |  |
|                       |                    | Maria Lascaris di Nicea            | Anna Comnena Angelina     |  |  |       |  |  |                       |  |  |                       |  |
| Maria d'Ungheria      |                    | Maria Lascaris di Nicea            |                           |  |  |       |  |  |                       |  |  |                       |  |
|                       |                    | …                                  | …                         |  |  |       |  |  |                       |  |  |                       |  |
|                       |                    | …                                  | …                         |  |  |       |  |  |                       |  |  |                       |  |
|                       |                    | …                                  | …                         |  |  |       |  |  |                       |  |  |                       |  |
| Elisabetta dei Cumani |                    | …                                  |                           |  |  |       |  |  |                       |  |  |                       |  |
|                       |                    | …                                  | …                         |  |  |       |  |  |                       |  |  |                       |  |
|                       |                    | …                                  | …                         |  |  |       |  |  |                       |  |  |                       |  |
|                       |                    | …                                  | …                         |  |  |       |  |  |                       |  |  |                       |  |
|                       |                    | …                                  |                           |  |  |       |  |  |                       |  |  |                       |  |